# Damiano Tommasi
Pour les articles homonymes, voir Tommasi.
Damiano Tommasi, né le 17 mai 1974 à Negrar, est un footballeur international et homme politique italien, évoluant au poste de milieu de terrain au SP La Fiorita.
En juin 2022, il devient maire de Vérone. 

## Biographie

### Carrière professionnelle

#### Hellas Vérone
Né à Negrar, une petite ville située près de Vérone, Damiano Tommasi commence sa carrière au Hellas Vérone, grand rival du Chievo Vérone. Lors de ses 2 premières saisons, il ne joue pas, et entame donc vraiment sa carrière en 1993-1994 en Serie B où il joue 9 matches. Il prendra un peu plus de notoriété au fil des saisons.

#### AS Rome
En 1996, Tommasi signe pour l'AS Rome, grand club de Rome. Il y devient le chouchou des supporters pour son incroyable humanité et ses engagements sociaux, notamment auprès des prisonniers. 
Tommasi est convoqué pour la première fois avec l'équipe d'Italie en 1998. À la fin de la saison 2000-2001, la Roma est sacrée championne d'Italie après plusieurs années d'attente. Le milieu de terrain est un rouage essentiel de la victoire romaine.
Il participe au mondial coréen, marquant par ailleurs ce qui aurait dû être le but de la victoire italienne contre la Corée du Sud en 8èmes de finale de la compétition, mais qui fut refusé pour un hors jeu pourtant inexistant.
Lorsqu'il signe ce qui sera son dernier contrat avec l'AS Rome en 2005, il demande à ne recevoir que 1 500 € par mois, ce qui est fort peu pour un footballeur professionnel, justifiant ainsi le surnom que lui avait attribué quelques années auparavant le peuple romain: « Anima Candida ». 
Finalement, à l'issue de la saison 2005-2006, il décide de quitter l'AS Rome après 10 ans de loyaux services et 351 matches joués, dont 53 en Coupe d'Europe (Coupe UEFA et Ligue des champions). Damiano Tommasi fait partie de l'histoire de l'AS Rome, il est un des joueurs emblématique de la fin des années 1990 et du début des années 2000.

#### Levante
En juillet 2006, Tommasi rejoint Levante UD qui évolue en Liga. Durant sa première saison, il prend part à 29 rencontres de championnat où il délivre une passe décisive. Sa deuxième année au club est délicate et malgré un but, il quitte le club à la fin de la saison 2007-2008.

#### Queens Park Rangers
Au mois de septembre 2008, Tommasi s'envole en Angleterre où il s'engage pour les Queens Park Rangers. Néanmoins, son expérience anglaise est de courte durée. Il ne joue que sept matchs en Championship mais il démontre sa qualité technique en offrant deux passes. En janvier 2009, le milieu défensif italien quitte le club.

#### Exil en Chine au Tianjin
Il est contacté par le Tianjin TEDA en janvier 2009 qui souhaite ses services. En février, il s'engage officiellement pour le club chinois. Tommasi exerce ses talents en championnat et notamment en Ligue des champions de l'AFC.

#### Fin de carrière
Tommasi revient en Italie en décembre 2009. Il s'engage en faveur de la petite équipe Sant'Anna d'Alfaedo qui évolue en Serie 2CT. 
Là-bas, l'ancien romain prend part à 40 matches pour un total de six buts, son meilleur en carrière.
Le 22 juin 2015, Tommasi reçoit une offre du club de Saint-Marin, le SP La Fiorita. Il regoûte ainsi aux matchs européens en jouant deux matchs de Ligue Europa. Il marque d'ailleurs le seul but de son équipe contre le FC Vaduz.

### Autres activités
Le 9 mai 2011, Tommasi est nommé président de l'Associazione Italiana Calciatori.
Il se présente aux élections de la Fédération Italienne de Football (FIGC) prévue début 2018,.
En juin 2022, il est candidat aux élections municipales à Vérone pour la coalition de centre-gauche. Il arrive en tête au premier tour et est élu au second tour.

## Palmarès
- Champion d'Italie en 2001 (AS Rome)
- Supercoupe d’Italie en 2002 ( As Rome)
- Finaliste de la Coupe d'Italie en 2003 et 2006 (AS Rome)

## Statistiques
Ce tableau présente les statistiques en carrière de Damiano Tommasi.
| Saison                | Club                  | Championnat           | Championnat | Championnat | Championnat | Coupe(s) nationale(s) | Coupe(s) nationale(s) | Coupe(s) nationale(s) | Supercoupe | Supercoupe | Supercoupe | Compétition(s) continentale(s) | Compétition(s) continentale(s) | Compétition(s) continentale(s) | Compétition(s) continentale(s) | Italie | Italie | Italie | Total | Total | Total |
| Saison                | Club                  | Division              | M.          | B.          | P.d.        | M.                    | B.                    | P.d.                  | M.         | B.         | P.d.       | Comp.                          | M.                             | B.                             | P.d.                           | M.     | B.     | P.d.   | M.    | B.    | P.d.  |
| 1993-1994             | Hellas Verona         | Serie B               | 9           | 0           | -           | -                     | -                     | -                     | -          | -          | -          | -                              | -                              | -                              | -                              | -      | -      | -      | 9     | 0     | 0     |
| 1994-1995             | Hellas Verona         | Serie B               | 32          | 0           | -           | -                     | -                     | -                     | -          | -          | -          | -                              | -                              | -                              | -                              | -      | -      | -      | 32    | 0     | 0     |
| 1995-1996             | Hellas Verona         | Serie B               | 36          | 4           | -           | 1                     | 0                     | -                     | -          | -          | -          | -                              | -                              | -                              | -                              | -      | -      | -      | 37    | 4     | 0     |
| Sous-total            | Sous-total            | Sous-total            | 77          | 4           | -           | 1                     | 0                     | -                     | -          | -          | -          | -                              | -                              | -                              | -                              | -      | -      | -      | 78    | 4     | 0     |
| 1996-1997             | AS Rome               | Serie A               | 30          | 1           | -           | -                     | -                     | -                     | -          | -          | -          | C3                             | 4                              | 2                              | -                              | -      | -      | -      | 34    | 3     | 0     |
| 1997-1998             | AS Rome               | Serie A               | 33          | 0           | 2           | 6                     | 0                     | -                     | -          | -          | -          | -                              | -                              | -                              | -                              | -      | -      | -      | 39    | 0     | 2     |
| 1998-1999             | AS Rome               | Serie A               | 33          | 1           | 5           | 3                     | 0                     | -                     | -          | -          | -          | C3                             | 8                              | 0                              | 1                              | 2      | 0      | 2      | 46    | 1     | 8     |
| 1999-2000             | AS Rome               | Serie A               | 33          | 2           | 1           | 3                     | 0                     | -                     | -          | -          | -          | C3                             | 6                              | 0                              | 1                              | -      | -      | -      | 42    | 2     | 2     |
| 2000-2001             | AS Rome               | Serie A               | 34          | 3           | 3           | 1                     | 0                     | -                     | -          | -          | -          | C3                             | 8                              | 0                              | 1                              | 5      | 0      | 0      | 48    | 3     | 4     |
| 2001-2002             | AS Rome               | Serie A               | 33          | 2           | 1           | 3                     | 1                     | -                     | 1          | 0          | -          | C1                             | 9                              | 1                              | 0                              | 11     | 1      | 0      | 57    | 5     | 1     |
| 2002-2003             | AS Rome               | Serie A               | 20          | 3           | 2           | 6                     | 0                     | -                     | -          | -          | -          | C1                             | 10                             | 0                              | 0                              | 6      | 0      | 0      | 42    | 3     | 2     |
| 2003-2004             | AS Rome               | Serie A               | 20          | 0           | 0           | 4                     | 1                     | -                     | -          | -          | -          | C3                             | 5                              | 0                              | 0                              | 1      | 0      | 0      | 30    | 1     | 0     |
| 2004-2005             | AS Rome               | Serie A               | 0           | 0           | 0           | -                     | -                     | -                     | -          | -          | -          | -                              | -                              | -                              | -                              | -      | -      | -      | 0     | 0     | 0     |
| 2005-2006             | AS Rome               | Serie A               | 27          | 2           | 2           | 8                     | 2                     | -                     | -          | -          | -          | C3                             | 3                              | 0                              | 1                              | -      | -      | -      | 38    | 4     | 3     |
| Sous-total            | Sous-total            | Sous-total            | 263         | 14          | 16          | 34                    | 4                     | -                     | 1          | 0          | -          | -                              | 53                             | 3                              | 4                              | 25     | 1      | 2      | 376   | 22    | 22    |
| 2006-2007             | Levante UD            | Primera División      | 29          | 0           | 1           | 2                     | 0                     | -                     | -          | -          | -          | -                              | -                              | -                              | -                              | -      | -      | -      | 31    | 0     | 1     |
| 2007-2008             | Levante UD            | Liga                  | 15          | 1           | 0           | 3                     | 0                     | -                     | -          | -          | -          | -                              | -                              | -                              | -                              | -      | -      | -      | 18    | 1     | 0     |
| Sous-total            | Sous-total            | Sous-total            | 44          | 1           | 1           | 5                     | 0                     | 0                     | -          | -          | -          | -                              | -                              | -                              | -                              | -      | -      | -      | 49    | 1     | 1     |
| 2008-2009             | Queens Park Rangers   | Championship          | 7           | 0           | 2           | -                     | -                     | -                     | -          | -          | -          | -                              | -                              | -                              | -                              | -      | -      | -      | 7     | 0     | 2     |
| Sous-total            | Sous-total            | Sous-total            | 7           | 0           | 2           | -                     | -                     | -                     | -          | -          | -          | -                              | -                              | -                              | -                              | -      | -      | -      | 7     | 0     | 2     |
| 2009                  | Tianjin TEDA          | D1                    | 29          | 1           | -           | -                     | -                     | -                     | -          | -          | -          | AFC                            | 5                              | 1                              | 0                              | -      | -      | -      | 34    | 2     | 0     |
| Sous-total            | Sous-total            | Sous-total            | 29          | 1           | -           | -                     | -                     | -                     | -          | -          | -          | -                              | 5                              | 1                              | 0                              | -      | -      | -      | 34    | 2     | 0     |
| 2009                  | Sant'Anna d'Alfaedo   | Serie 2CT             | 40          | 6           | -           | -                     | -                     | -                     | -          | -          | -          | -                              | -                              | -                              | -                              | -      | -      | -      | 40    | 6     | 0     |
| Sous-total            | Sous-total            | Sous-total            | 40          | 6           | -           | -                     | -                     | -                     | -          | -          | -          | -                              | -                              | -                              | -                              | -      | -      | -      | 40    | 6     | 0     |
| 2015-2016             | SP La Fiorita         | D1                    | -           | -           | -           | -                     | -                     | -                     | -          | -          | -          | C3                             | 2                              | 1                              | 0                              | -      | -      | -      | 2     | 1     | 0     |
| 2016-2017             | SP La Fiorita         | D1                    | -           | -           | -           | -                     | -                     | -                     | -          | -          | -          | C3                             | 2                              | 0                              | 0                              | -      | -      | -      | 2     | 0     | 0     |
| 2017-2018             | SP La Fiorita         | D1                    | -           | -           | -           | -                     | -                     | -                     | -          | -          | -          | C1                             | 2                              | 0                              | 0                              | -      | -      | -      | 2     | 0     | 0     |
| 2018-2019             | SP La Fiorita         | D1                    | -           | -           | -           | -                     | -                     | -                     | -          | -          | -          | C1+C3                          | 1+2                            | 0                              | 0                              | -      | -      | -      | 3     | 0     | 0     |
| 2019-2020             | SP La Fiorita         | D1                    | -           | -           | -           | -                     | -                     | -                     | -          | -          | -          | C3                             | 1                              | 0                              | 0                              | -      | -      | -      | 1     | 0     | 0     |
| Sous-total            | Sous-total            | Sous-total            | -           | -           | -           | -                     | -                     | -                     | -          | -          | -          | -                              | 10                             | 1                              | 0                              | -      | -      | -      | 10    | 1     | 0     |
| Total sur la carrière | Total sur la carrière | Total sur la carrière | 420         | 20          | 19          | 40                    | 4                     | -                     | 1          | 0          | -          | -                              | 68                             | 5                              | 4                              | 25     | 1      | 2      | 554   | 30    | 25    |